# Maina (popolo)
I Maina sono un gruppo etnico o un gruppo tribale che vive presso il fiume Marañón (fiume) in Perù. 
 Parlavano un dialetto della lingua omurano.

## Storia
Vivevano originalmente nella zona dei fiumi Morona e Pastaza, in Ecuador. Briton indica sei dialetti parlati da questa gente: Cahuapana, Chapa, Chayavita, Coronado, Humurano, Maina, Roamaina. Hervas spiega che vi sono due lingue in sei dialetti: Maina (Chapo, Coronado, Humurano, Maina, Roamaina dialects) e Chayavita (Cahuapano e Paranapuro).
I Maina sono noti in quanto sono stati la prima tribù dell'alta Amazzonia ad essere stati evangelizzati dalla Chiesa cattolica, infatti da loro proviene il nome della giurisdizione e provincia del Mainas.
Nella provincia del Mainas, secondo Hervas, 157 missionari gesuiti di Quito svolsero il loro compito dal 1638 fino alla espulsione dell'ordine nel 1767. Fondarono 152 missioni. Il lavoro venne iniziato dai padri Gaspar de Cuxia e Lucas de la Cueva, da Quito. I missionari stabilirono una serie di missioni a partire dalla nuova città di San Francisco de Borja (oggi Borja in Perù) sulla riva nord del fiume Marañón sotto l'innesto del fiume Santiago. 
Gli indios Maina furono una delle tante culture che usavano palle di gomma per gioco. Le chiamavano "cauchi", dalla combinazione delle parole "caa" legno e "ochu" piangere perché venivano create con il lattice estratto da un albero chiamato "heve" e lo lasciavano seccare, diventando gomma dura.